# 尖头唇鱼
尖头唇鱼（学名：Cheilinus oxycephalus）为輻鰭魚綱鱸形目隆頭魚亞目隆头鱼科唇鱼属的鱼类。分布於印度太平洋區，從東非至社會群島，北至台灣，南迄澳洲大堡礁南部海域，棲息深度1-40公尺，體長可達17公分，棲息在沿海珊瑚礁、潟湖，可作為食用魚及觀賞魚。该物种的模式产地在安汶岛。